# Luigi Lorini
Luigi Lorini (Chiari, 12 giugno 1926) è un ex calciatore italiano, di ruolo difensore.

## Carriera
Nella stagione 1945-1946 fa parte della rosa del Milan, con cui non gioca nessuna partita di campionato; passa quindi al Seregno, dove nella stagione 1946-1947 gioca 6 partite in Serie B. Fa quindi ritorno al Milan, che per la stagione 1947-1948 lo cede in prestito all'Empoli, sempre in Serie B. Con i toscani Lorini gioca 32 partite in serie cadetta senza mai segnare, e fa ritorno al Milan che lo cede al Parma.
Con i crociati nella stagione 1948-1949 gioca 5 partite senza mai segnare in Serie B; rimane a Parma anche nei successivi tre campionati, tutti disputati in Serie C e chiusi con due secondi ed un terzo posto in classifica. In particolare, nella stagione 1949-1950 gioca 29 partite, nella stagione 1950-1951 18 partite ed infine nella stagione 1951-1952 31 partite. Nell'arco di quattro stagioni consecutive colleziona quindi in totale 83 partite con la maglia del Parma, senza mai segnare nessuna rete.
Nel 1952 si trasferisce alla Falck Arcore, con cui gioca tre stagioni consecutive nel campionato regionale di Promozione (che vince nella stagione 1954-1955) ed esordisce in IV Serie nella stagione 1955-1956. Gioca in questa categoria anche nella stagione 1956-1957 (nella quale segna un gol in 27 presenze) e nella stagione 1957-1958 (17 presenze senza reti), che è l'ultima giocata nella squadra brianzola.

## Palmarès

### Club

#### Competizioni regionali
- Promozione: 1

Falck&Arcore: 1954-1955